# Мышиный клещевой дерматит
Мышиный клещевой дерматит — акариаз, вызванный укусами клеща Liponyssoides sanguineus, характеризующийся поражением кожи.
Клещ Liponyssoides sanguineus (Allodermanyssus sanguineus) (Hirst, 1914) — паразит домашней мыши, нападает и на человека, может заразить риккетсиозом.
Мышиный клещ — облигатный гематофаг, относится к типичным гнездово-норовым паразитам. В своём развитии проходит стадии яйца, личинки, две нимфальные стадии и стадию половозрелой особи. Питаются все постэмбриональные стадии развития, за исключением личинки. Контакт с прокормителем ограничивается периодом кровососания, остальное время клещи проводят в гнезде прокормителя.
Нападая на людей в жилых помещениях, мышиный клещ вызывает дерматиты и переносит возбудителей ряда заболеваний, из которых единственным зарегистрированным у человека, является везикулёзный (осповидный) риккетсиоз.
Лечение: для снятия воспаления и зуда — применение антигистаминных препаратов, раствора марганцовки, анилиновых красителей. Дезинсекция, дератизация.